# Дом святого Казимира
«Дом святого Казимира» (пол. Dom świętego Kazimierza) — польский художественный фильм-биография, историческая драма 1983 года.

## Сюжет
Последний месяц жизни польского поэта, драматурга и живописца Циприана Камила Норвида. Художник умер в мае 1883 года в благотворительном приюте дочерей милосердия «Дом святого Казимира» для польских эмигрантов в Иври-сюр-Сен на окраине Парижа.

## В ролях
- Игнацы Гоголевский
- Ирена Малькевич
- Зофья Трушковская
- Эва Шикульская
- Адольф Хроницкий
- Казимеж Мерес
- Януш Палюшкевич
- Януш Быльчиньский
- Анджей Красицкий
- Зыгмунт Мацеевский
- Влодзимеж Скочиляс
- Рената Коссобудзкая
- Тадеуш Теодорчик
- Людвик Касендра